# Лайло Андрій Анатолійович
Андрій Анатолійович Лайло (нар. 16 вересня 1965) — український волейболіст, дефлімпійський чемпіон (1997) та срібний призер (2001).